# Rio Cicârlăuţ
O Rio Cicârlăuţ é um rio da Romênia, afluente do Cicârlău, localizado no distrito de Maramureş.